# Richard Leigh
Pour les articles homonymes, voir Leigh.
Richard Leigh, né le 16 août 1943 dans le New Jersey et mort le 21 novembre 2007 à Londres, est un écrivain britannique.
Il écrit des romans et des nouvelles. En collaboration avec Michael Baigent, il est l'auteur de plusieurs livres dont The Holy Blood and the Holy Grail (L'Énigme sacrée) et sa suite The messianic legacy (Le message) (avec Henry Lincoln), The Temple and the lodge (Des templiers aux francs-maçons), The dead sea scrolls, Secret Germany, The Elixir and the Stone est The Inquisition.

### Coécrit avecMichael Baigent
- (en) The temple and the lodge, Londres, Corgi, 1990 (ISBN 0-552-13596-8)
- The Dead Sea Scrolls Deception
- The Elixir and the Stone: The Tradition of Magic and Alchemy
- Secret Germany: Claus Von Stauffenberg and the Mystical Crusade Against Hitler
- The Inquisition

### Coécrit avecMichael BaigentetHenry Lincoln
- L'énigme sacrée, (The Holy Blood and the Holy Grail, 1982, UK  (ISBN 0-09-968241-9))
- Le message (The Messianic Legacy, 1986)